# Zweiter Kappeler Landfriede

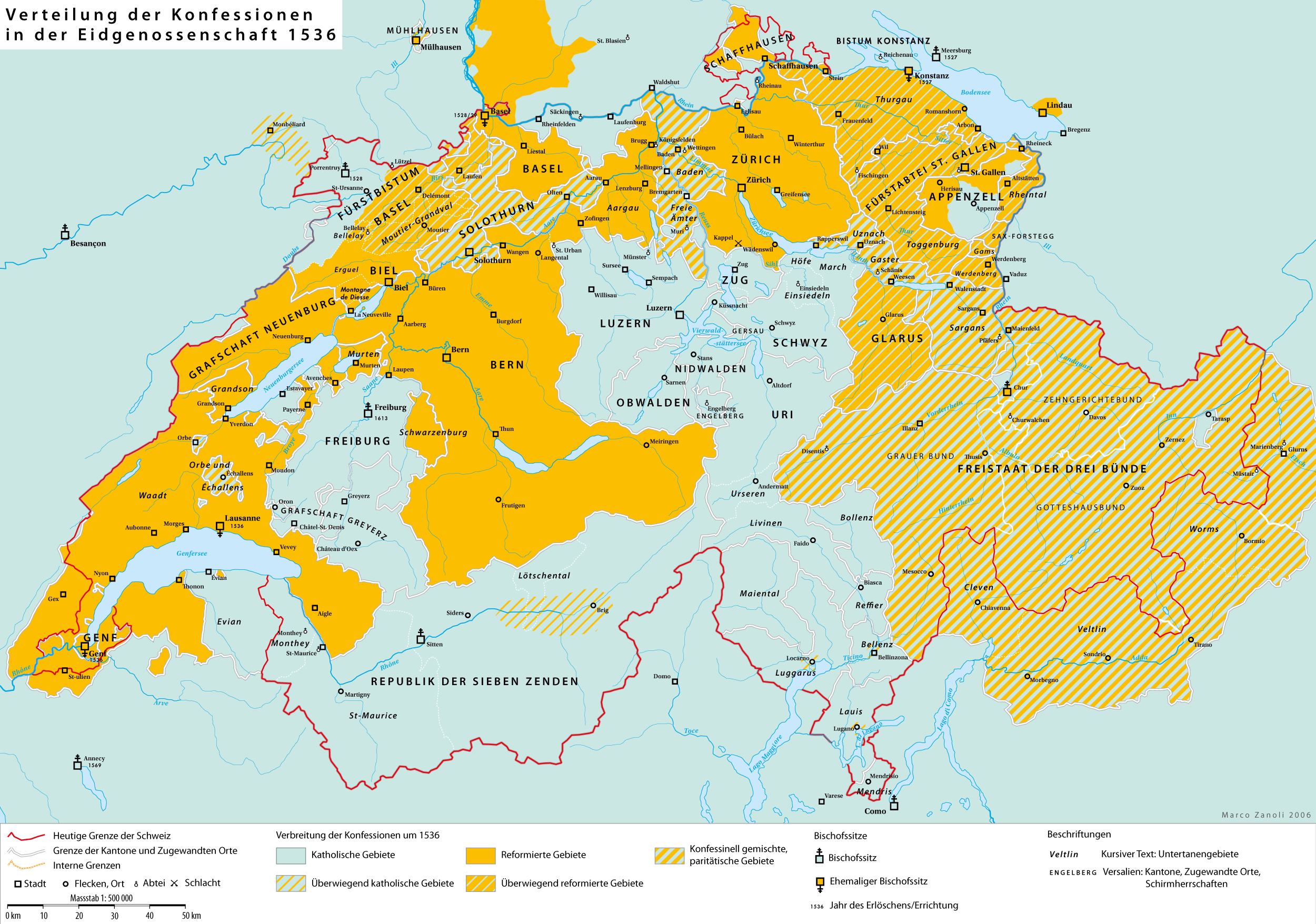
Die Konfessionsverteilung in der Eidgenossenschaft 1536 auf dem Höhepunkt der Reformation.

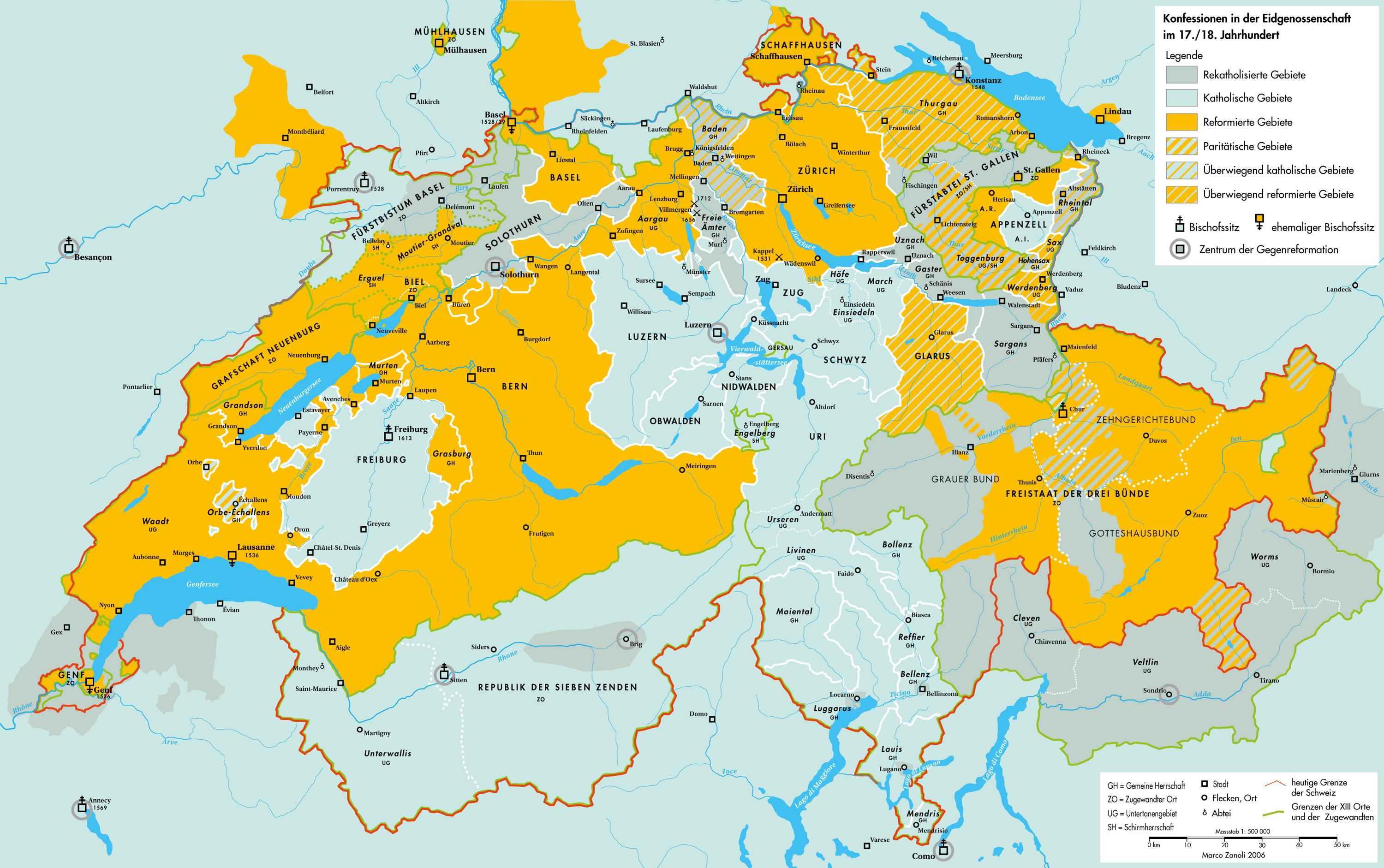
Die Konfessionsverteilung um 1700 nach dem Abschluss der Gegenreformation.

Der Zweite Kappeler Landfriede (auch Zweiter Landfrieden von 1531) ist ein Friedensvertrag, der am 20. November 1531 im Weiler Deinikon bei Baar geschlossen wurde, regelte die religiösen Verhältnisse nach dem Zweiten Kappeler Krieg, der zur Zeit der Reformation zwischen den katholischen und reformierten Orten der Eidgenossenschaft ausgetragen wurde.
Der Erste Kappeler Landfrieden wurde aufgehoben. Die unterlegenen reformierten Kantone mussten gegenüber den Regelungen durch den Ersten Kappeler Landfrieden empfindliche Nachteile in Kauf nehmen:
- Jeder souveräne Kanton der Eidgenossenschaft kann in seinem Gebiet nach dem Prinzip cuius regio, eius religio die Konfession für alle Einwohner verbindlich regeln. Für Deutschland wurde dieses Prinzip erst durch den Augsburger Religionsfrieden von 1555 verbindlich.

- Die Grafschaft Toggenburg musste die Lehnshoheit der Fürstabtei St. Gallen wieder anerkennen. Die reformierten und paritätischen Gemeinden durften weiter bestehen und mussten vom katholischen Fürstabt respektiert werden. Das Toggenburg blieb also ein gemischtkonfessionelles Gebiet. Es blieb zwar als Zugewandter Ort mit der Eidgenossenschaft verbunden, durch die Definitive Etablierung der fürstäbtischen Herrschaft waren einerseits die Unabhängigkeitsbestrebungen der Toggenburger vorläufig gescheitert, andererseits weitere Versuche Zürichs, seine Macht nach Osten zu erweitern, blockiert.

- Die Untertanen der Fürstabtei St. Gallen im Fürstenland zwischen Wil und Rorschach mussten zum katholischen Glauben zurückkehren.

- Die Gemeine Herrschaft Thurgau blieb zwar im Prinzip ebenfalls ein gemischtkonfessionelles Gebiet, katholische Einwohner einer Gemeinde konnten jedoch die Wiederherstellung ihres Gottesdienstes verlangen, die reformierten Kirchgemeinden hatten in diesem Fall kein Anrecht auf Fortbestand.

- Die Gemeinen Herrschaften Freie Ämter, Gaster, Uznach sowie die Schirmherrschaft Rapperswil wurden ganz rekatholisiert. Die Grafschaft Baden und die Grafschaft Sargans zum grössten Teil.

- Die reformierten Orte mussten das christliche Burgrecht auflösen.

Die durch den Zweiten Kappeler Landfrieden bestimmten Machtverhältnisse zwischen den katholischen und reformierten Orten der Eidgenossenschaft wurden erst nach dem Zweiten Villmerger- oder Toggenburgerkrieg 1712 korrigiert.